# Caroline Stoll
Pour les articles homonymes, voir Stoll.
Caroline Stoll (née le 4 novembre 1960) est une joueuse de tennis américaine, professionnelle à la fin des années 1970 et début 1980.
Elle a remporté trois tournois WTA en simple dames pendant sa carrière.

## Palmarès

### Titres en simple dames
| No | Date       | Nom et lieu du tournoi                         | Catégorie | Dotation  | Surface      | Finaliste        | Score    |          |
| -- | ---------- | ---------------------------------------------- | --------- | --------- | ------------ | ---------------- | -------- | -------- |
| 1  | 30-01-1978 | Avon Futures of Utah, Ogden                    | Futures   | 20 000 $  | Dur (int.)   | Carrie Meyer     | 6-3, 6-4 | Parcours |
| 2  | 27-02-1978 | Avon Futures of South Florida, Fort Lauderdale | Futures   | 20 000 $  | NC           | Lesley Hunt      | 6-3, 6-2 | Parcours |
| 3  | 18-09-1978 | World Tennis Classic, Montréal                 |           | 40 000 $  | Dur (int.)   | Françoise Dürr   | 6-3, 6-2 | Parcours |
| 4  | 30-10-1978 | Río de la Plata Championships, Buenos Aires    |           | 35 000 $  | Terre (ext.) | Emilse Raponi    | 6-3, 6-2 | Parcours |
| 5  | 21-05-1979 | German Open, Berlin                            |           | 100 000 $ | Terre (ext.) | Regina Maršíková | 7-6, 6-0 | Parcours |

### Finales en simple dames
| No | Date       | Nom et lieu du tournoi                         | Catégorie      | Dotation | Surface         | Vainqueure       | Score    |          |
| -- | ---------- | ---------------------------------------------- | -------------- | -------- | --------------- | ---------------- | -------- | -------- |
| 1  | 11-04-1977 | Lionel Cup of Port Washington, Port Washington |                | 20 000 $ | Moquette (int.) | Billie Jean King | 6-1, 6-1 | Parcours |
| 2  | 14-05-1979 | Bancroft Trophy, Vienne                        | Colgate Series | 75 000 $ | Terre (ext.)    | Chris Evert      | 6-1, 6-1 | Parcours |

### Titre en double dames
Aucun

### Finale en double dames
Aucune

## Parcours en Grand Chelem

### En simple dames
| Année | Open d'Australie (janvier) | Open d'Australie (janvier) | Internationaux de France | Internationaux de France | Wimbledon      | Wimbledon | US Open         | US Open          | Open d'Australie (décembre) | Open d'Australie (décembre) |
| ----- | -------------------------- | -------------------------- | ------------------------ | ------------------------ | -------------- | --------- | --------------- | ---------------- | --------------------------- | --------------------------- |
| 1977  | -                          | -                          | -                        | -                        | -              | -         | 1er tour (1/64) | Brigitte Cuypers | -                           | -                           |
| 1978  | n/a                        | n/a                        | 1er tour (1/32)          | F. Thibault              | 2e tour (1/32) | Kathy May | 3e tour (1/16)  | Chris Evert      | -                           | -                           |
| 1979  | n/a                        | n/a                        | 1er tour (1/32)          | Brigitte Simon           | -              | -         | 3e tour (1/16)  | M. Navrátilová   | -                           | -                           |
| 1980  | n/a                        | n/a                        | 2e tour (1/16)           | Ivanna Madruga           | -              | -         | 1er tour (1/64) | Paula Smith      | -                           | -                           |

À droite du résultat, l’ultime adversaire.

### En double dames
| Année | Open d'Australie (janvier) | Open d'Australie (janvier) | Internationaux de France    | Internationaux de France  | Wimbledon                | Wimbledon                | US Open                   | US Open                  | Open d'Australie (décembre) | Open d'Australie (décembre) |
| ----- | -------------------------- | -------------------------- | --------------------------- | ------------------------- | ------------------------ | ------------------------ | ------------------------- | ------------------------ | --------------------------- | --------------------------- |
| 1978  | n/a                        | n/a                        | 1er tour (1/16) N. Ornstein | Helen Anliot R. Maršíková | 2e tour (1/16) K. Harter | Sue Barker Mona Guerrant | 1er tour (1/32) K. Harter | F. Dürr Virginia Wade    | -                           | -                           |
| 1980  | n/a                        | n/a                        | 1er tour (1/16) Kim Sands   | Kate Latham S. Margolin   | -                        | -                        | 2e tour (1/16) Kim Sands  | Anne Hobbs Debbie Jevans | -                           | -                           |

Sous le résultat, la partenaire ; à droite, l’ultime équipe adverse.

### En double mixte
N'a jamais participé à un tableau final.